# Arkadi Andreasyan
Arkadi Georgii Andreasyan (in armeno Արկադի Գեորգիի Անդրեասյան?, in russo Аркадий Георгиевич Андриасян?, Arkadij Georgievič Andriasjan; Baku, 11 agosto 1947 – Erevan, 23 dicembre 2020) è stato un calciatore e allenatore di calcio sovietico, dal 1991 armeno con passaporto azero, di ruolo centrocampista.

## Carriera
Dal 1967 al 1978 ha giocato solo con la maglia dell'Ararat Yerevan.
Tra il 1971 ed il 1975 raccoglie 12 presenze ed un gol nella Nazionale sovietica.
Dal 1978 ha allenato svariati club.

## Palmarès

### Giocatore

#### Club
- Vysšaja Liga: 1

Ararat: 1973
- Kubok SSSR: 2

Ararat: 1973, 1975

#### Nazionale
- Bronzo olimpico: 1

Monaco di Baviera 1972

#### Individuale
- Capocannoniere della Vysšaja Liga: 1

1976 (primavera) (8 gol)

### Allenatore
- Hayastani Ankaxowt'yan Gavat': 2

Ararat: 1997
Mika Yerevan: 2006
- Hakob Tonoyani anvan Sowpergavat': 2

Mika Yerevan: 2006
Ararat: 2009
- Aradżin Chumb: 1

Ararat: 2010